# Copa Ibèrica de rugbi femenina
La Copa Ibèrica de rugbi femenina (en portuguès: Taça Ibérica de rugby), coneguda com Copa Ibèrica Iberdrola per motius comercials, és una competició esportiva de clubs de rugbi femenins d'Espanya i Portugal, creada la temporada 2017-18. De caràcter anual, està coorganitzada per la Federació Espanyola de Rugbi i la Federació Portuguesa de Rugbi. Hi participen els equips campions del Campionat d'Espanya i de Portugal de rugbi femení, disputant una final en una seu que s'alterna anualment entre els dos països. Sol celebrar-se al final o a principis de l'any.
El Corteva Cocos Rugby (2021, 2023) i l'Sporting Clube de Portugal (2019, 2020), que ha disputat totes les finals en representació de la Federació Portuguesa, són els equips han guanyat més vegades la competició.

## Historial
| En negreta = Equip guanyador (1) = Nombre de títols Nota: Noms dels equips segons l'època. |

| Edició | Temp.   | Data       | Campió                      | Resultat | Finalista              | Seu                                           | refs. |
| ------ | ------- | ---------- | --------------------------- | -------- | ---------------------- | --------------------------------------------- | ----- |
| I      | 2017-18 | 26-11-2017 | Olímpico Pozuelo CR (1)     | 27-15    | Sporting CP            | Estadi Valle de las Cañas, Pozuelo de Alarcón | [ 3 ] |
| II     | 2018-19 | 16-12-2018 | Sporting CP (1)             | 26-8     | Olímpico Pozuelo CR    | Estadi Universitari, Lisboa                   | [ 4 ] |
| III    | 2019-20 | 10-11-2019 | Sporting CP (2)             | 16-12    | CRAT Residencia Rialta | Camp Universitari d'Elviña, La Corunya        | [ 5 ] |
| IV     | 2020-21 | 19-12-2020 | Corteva Cocos Rugby (1)     | 34-5     | Sporting CP            | Complexo Desportivo do Jamor, Oeiras          | [ 6 ] |
| V      | 2021-22 | 30-01-2022 | CR Complutense Cisneros (1) | 47-7     | Sporting CP            | Estadi Central de la UCM, Madrid              | [ 7 ] |
| VI     | 2022-23 | 30-01-2023 | Corteva Cocos Rugby (2)     | 27-5     | Sporting CP            | Estádio do Jamor, Oeiras                      | [ 8 ] |
| VII    | 2023-24 | 17-01-2024 | Silicius Majadahonda (1)    | 59-0     | Sporting CP            | Camp Valle del Arcipreste, Majadahonda        | [ 9 ] |

## Palmarès
| Equip                             | Campió | Subcampió | Finals | Anys campió      | Anys subcampió            |
| --------------------------------- | ------ | --------- | ------ | ---------------- | ------------------------- |
| Sporting Clube de Portugal        | 2      | 3         | 5      | 2018-19, 2019-20 | 2017-18, 2020-21, 2021-22 |
| UAS Universitario Sevilla CR      | 2      | 0         | 2      | 2020-21, 2022-23 | ―                         |
| Olimpico de Pozuelo Club de Rugby | 1      | 1         | 2      | 2017-18          | 2018-19                   |
| Club de Rugby Cisneros            | 1      | 0         | 1      | 2021-22          | ―                         |
| Club de Rugby Majadahonda         | 1      | 0         | 1      | 2023-24          | ―                         |
| CRAT A Coruña                     | 0      | 1         | 1      | ―                | 2019-20                   |